# Stempeda
Stempeda este o comună din landul Turingia, Germania.